# Santa Giuletta
Santa Giuletta – miejscowość i gmina we Włoszech, w regionie Lombardia, w prowincji Pawia.
Według danych na rok 2004 gminę zamieszkiwały 1624 osoby, 147,6 os./km².
Urodził tu się dyplomata papieski abp Paolo Mosconi.